# Cleon John
Cleon John (25 ottobre 1981) è un calciatore trinidadiano, portiere del North East Stars.

## Carriera

### Club
Ha sempre giocato nel campionato trinidadiano.

### Nazionale
Ha esordito in Nazionale nel 2013.